# 梨菜線

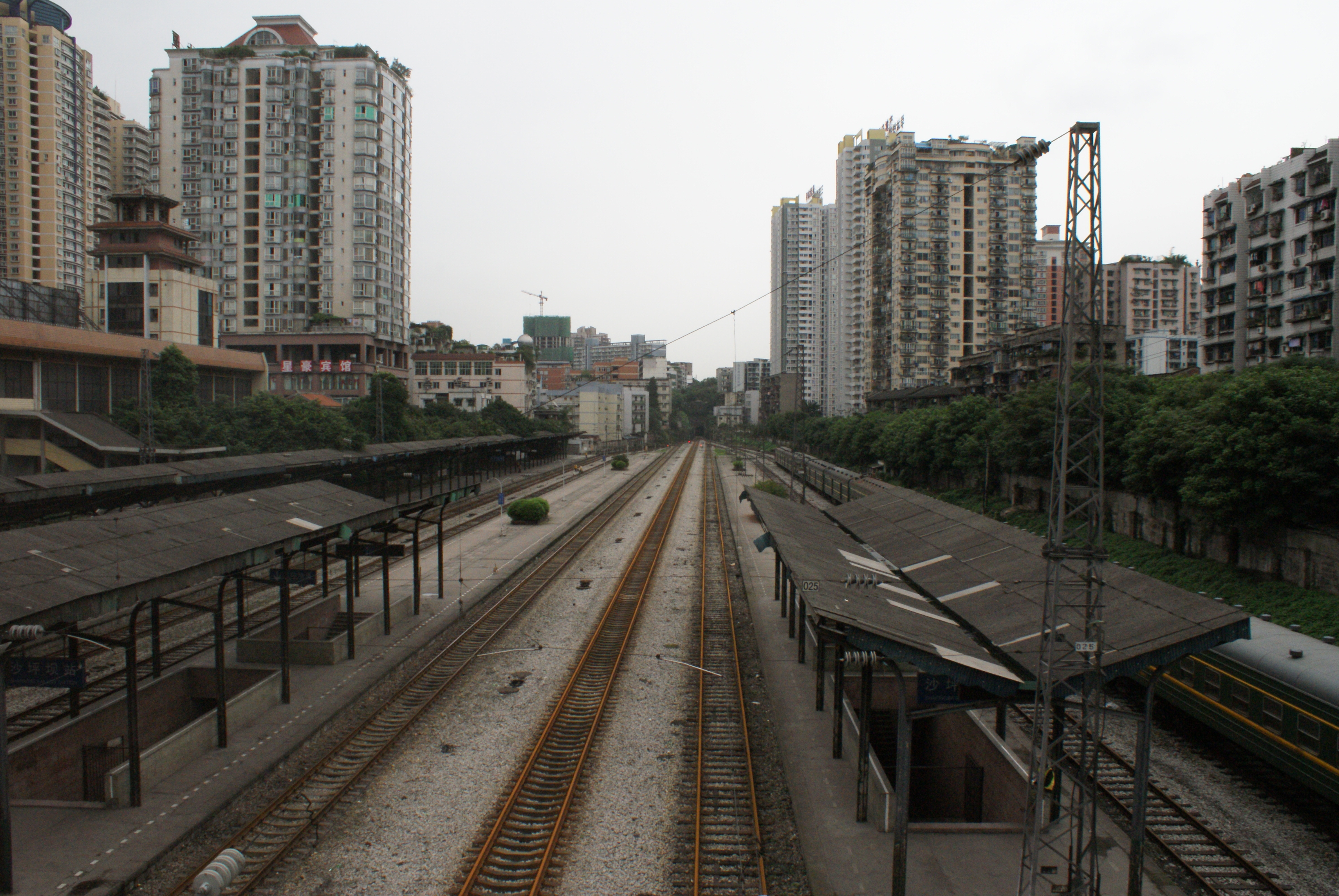
位于原梨菜线上的沙坪坝站（2008年）

梨菜線是梨樹灣站經沙坪壩站至菜園壩站（重慶客站）的12.761公里的聯絡線。梨菜線由於橫貫重慶市郊的工廠和居民區，為了避免大量拆遷，從沙坪壩至黃沙溪長7.5公里的線路有78%以隧道通過。聯絡線均為I級幹線、單線，限制坡度10%，最小曲線半徑300米。1970年成立重慶市梨菜聯絡線修建指揮部，1971年10月開始施工準備，1972年一季度全面展開施工，至1978年8月竣工，1978年9月4日投入正式運營。聯絡線上新建沙坪壩站（舊重慶北站）
位於渝北區的新重庆北站投用后，遂渝铁路及襄渝铁路列车不再经由本线进入重庆，线路重要性大大降低。2001年当地规划部门曾计划将该线改建成轨道交通的计划；2007年亦有将原梨菜线及西梨联络线改建为市域铁路菜白线的计划。该线路服务白市驿、新兴大学城、沙坪坝及渝中区，后未能成事。
2011年5月8日，沙坪坝站开始成渝高铁接入改造，线路不再开行列车。2023年部分线路开始景观化改造，成为红岩公园的一部分，铁路景观桥于2024年10月底建成投用。

## 橋樑
- 松林坡大橋
- 化龍橋大橋

## 隧道[7]
- 小龍坎隧道：1434米
- 紅岩隧道：2105米（紅巖1號隧道、紅巖2號隧道，後來紅巖1、2號隧道連通為一座紅巖隧道）
- 交農村隧道：44米
- 化龍橋隧道：44米
- 大坪隧道：原設計全長2480米，為保證安全，將居民密集的西端峒口處峒身延長，使全長增至2526.16米
- 黄沙溪隧道